# Odalis Nájera
Odalis Aleyda Nájera Medina (Guata, Olancho, 17 de diciembre de 1963) es una abogada y jueza hondureña, que se desempeña actualmente como magistrada y jueza de la Corte Suprema de Justicia.

## Formación
Es licenciada en ciencias jurídicas y sociales egresada de la Universidad Nacional Autónoma de Honduras y máster en derechos humanos, así como abogada y notaria con títulos extendidos por la Corte Suprema de Justicia.

## Carrera judicial y profesional
Dentro del escalafón del Poder Judicial hondureño ha sido defensora pública, jueza de los Juzgados de lo Criminal de Francisco Morazán, magistrada de la Corte de Apelaciones de Francisco Morazán, directora nacional de la defensa pública e inspectora general adjunta de los tribunales de la República.
Además de los distintos cargos ostentados dentro de la judicatura, se desempeñó como comisionada del Comité Nacional de Prevención contra la Tortura (Conaprev) entre 2010 y 2016 y, previamente, fue funcionaria del Comisionado Nacional de los Derechos Humanos (Conadeh). 

### Magistrada de la Corte Suprema
El 17 de febrero de 2023, más de 115 diputados del Congreso hondureño la eligieron como magistrada de la Corte Suprema de Justicia, el más alto tribunal dentro del sistema judicial hondureño.